# لوسيان ديدييه
لوسيان ديدييه (بالفرنسية: Lucien Didier)‏ ولد بتاريخ 5 أغسطس 1950 في لوكسمبورغ، هو دراج سابق. سبق أن شارك في دورة الألعاب الأولمبية الصيفية.

## روابط خارجية
- لوسيان ديدييه على موقع أرشيف الدراجات (الإنجليزية)
- لوسيان ديدييه على موقع إحصائيات الدراجات الإحترافية (الإنجليزية)
- لوسيان ديدييه على موقع أوليمبيديا (الإنجليزية)